# Rudas István (színművész)
Rudas István (Debrecen, 1948. november 30. – 2021. január 29.) magyar színművész.

## Élete
Édesapja Rudas László színész, édesanyja, Rudas Magdolna súgó volt. 1954 és 1963 között a Csokonai Színház legfoglalkoztatottabb gyerekszínésze volt. 1967-ben vették fel szülővárosának kollégiumára, ahol 1971-ben szerzett diplomát. 
1974-től a Thália Színház, 1976-tól az Állami Déryné Színház, illetve a budapesti Népszínház tagja volt. 1978-tól egy évadot a Békés Megyei Jókai Színházban töltött. 1979-től a Miskolci Nemzeti Színház művésze volt.  1983-tól 1985-ig Nyíregyházán, a Móricz Zsigmond Színházban szerepelt, majd szabadfoglalkozású színművészként dolgozott. 1987-től a Pécsi Nemzeti Színházban játszott.
1989-től a Magyar Állami Operaház ügyelője volt. Saját zenekarával járta az országot, a Shadows együttes dalait játszották. Szinkronizálással is foglalkozott.

## Fontosabb színházi szerepei

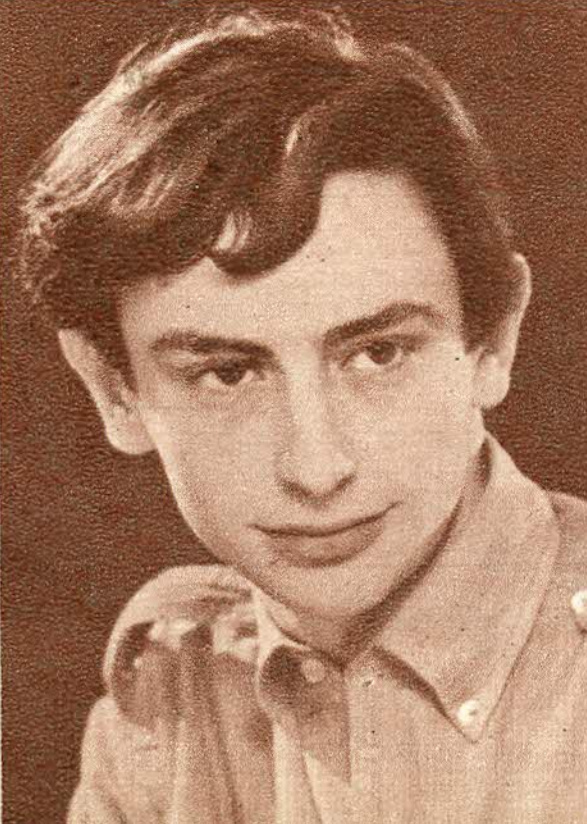
Portréja az Állami Déryné Színház Irma, te édes című kiadványában

- William Shakespeare: II. Richárd... Walesi herceg
- William Shakespeare: Vízkereszt vagy amit akartok... Bolond; Pap; Szolga; Darabont
- William Shakespeare: Szeget szeggel... Péter, szerzetes
- William Shakespeare: Sok hűhó semmiért... Tufa
- Bertolt Brecht: A szecsuáni jólélek... Unokaöcs
- Fjodor Mihajlovics Dosztojevszkij: Ördögök... Liputyin
- Paul Foster: Színezüst csehó... Hose
- Marcel Aymé: Gróf Clérambard... Orvos
- Kálmán Imre: Marica grófnő... Ödön
- Kálmán Imre: A montmartre-i ibolya... Spaghetti
- Kálmán Imre: Marica grófnő... Csipcsák-Vajda Ödön, zeneszerző
- Kacsóh Pongrác: János vitéz... Bartolo, udvari tudós
- Wolfgang Amadeus Mozart: A varázsfuvola... Monostatos
- Plautus: A bögre... A házi lar, mint prológus
- Sarkadi Imre: Oszlopos Simeon... Müller
- Alexander Breffort – Margauerite Monnot: Irma, te édes... Jojó
- Geoffrey Chaucer – Martin Starkie – Nevill Coghill – Richard Hill – John Hawkins – Nevill Coghill: Canterbury mesék... Nicholas; Allan; Damian; Lovag
- Saulius Šaltenis: Sicc, halál... ... Cickány, Luci öccse
- Szabó Magda: Az a szép, fényes nap... Borbély
- Hubay Miklós – Ránki György – Vas István: Egy szerelem három éjszakája... Boldizsár; Károly
- Jevgenyij Lvovics Svarc: Hétköznapi csoda... Hóhér
- Szabó Tünde – Dobay András – Muszty Bea: Kvantum Fantum csapdája... Főnök
- Köves József: Nyakigláb, Csupaháj, Málészáj... Márton, a bíróék fia
- Kardos G. György: Villon és a többiek... Colin
- Sztaniszlav Sztratiev: Birkanyírás... Fiú
- Ratkó József: Segítsd a királyt... Pető fia, énekvivő
- Gádor Béla: Lyuk az életrajzon... Bognár; Wagner
- Hugh Lofting – Schwajda György: Dr. Doolittle és az állatok... Csi-csi, a majom
- Erich Kästner – Litvai Nelli: Május 35. avagy Konrád a Csendes-óceánhoz lovagol... Az Universal filmoperatőre
- Kérem vissza az életem (Óvóhely, 2014)

## Filmek, tv
- A másik ember (1988)

## Önálló est
- Fizetek főúr! (zenés est, Szeli Ildikóval és Lengyel Istvánnal közösen, közreműködik Tomasovszki Pál zongorán)[2]